# Thésium couché
Thesium humifusum
Espèce
Classification APG III (2009)
Le Thésium couché (Thesium humifusum) est une plante herbacée de la famille des Santalacées.

## Description
C'est une petite plante très discrète qui pousse dans les pelouses rases, parfois au bord de la mer.

### Caractéristiques
- Organes reproducteurs
  - Couleur dominante des fleurs : blanc
  - Période de floraison : juillet-septembre
  - Inflorescence : cyme unipare hélicoïde
  - Sexualité : hermaphrodite
  - Pollinisation : entomogame
- Graine
  - Fruit : akène
  - Dissémination : myrmécochore
- Habitat et répartition
  - Habitat type : pelouses basophiles médioeuropéennes occidentales, mésohydriques, mésothermes
  - Aire de répartition : européen occidental

Données d'après : Julve, Ph., 1998 ff. - Baseflor. Index botanique, écologique et chorologique de la flore de France. Version : 23 avril 2004.

## Sous-espèces
Selon BioLib (1er déc. 2017) :
- Thesium humifusum subsp. divaricatum (Mert. & W.D.J.Koch) Bonnier & Layens, 1894
- Thesium humifusum subsp. humifusum DC., 1815